# Opatov (okres Svitavy)
Opatov (latinsky Abbatis villa, německy Abtsdorf) je obec v okresu Svitavy a Pardubickém kraji. PSČ obce je 56912, její nadmořská výška 438 m. Žije zde přibližně 1 200 obyvatel.
Nachází se zde železniční stanice na hlavní trati Brno – Česká Třebová; zastavují zde pouze některé osobní vlaky.

## Historie
První písemná zmínka o obci pochází z roku 1347. V 1. polovině 13. století byl založen kostel sv. Antonína poustevníka snad na starších románských základech. V letech 1575–1579 proběhly renesanční úpravy kostela, roku 1689 byla k severní zdi presbytáře přistavěna kaple a mezi roky 1702 a 1703 došlo k přístavbě severní boční lodi.
V roce 1930 byla většina z 1981 obyvatel německé národnosti. K obci náleží osady Hvězda (Stern) při bývalém panském dvoře se správní budovou (Zámečkem) a Nový Rybník (Neuteich) při cestě do Semanína. K obci náležela dnes již zaniklá osada Královec.

## Pamětihodnosti
- Gotický kostel svatého Antonína Poustevníka
- Barokní kaple svatého Jana Nepomuckého
- Márnice, kruhová stavba, před opravou se zbytky renesančního sgrafita
- Mohutná barokní fara s velkým hospodářským dvorem
- Zbořená rychta pod kostelem
- Dolní hospodářský dvůr s obytnou patrovou budovou
- Zámeček Hvězda (Stern), mohutná stodola se sýpkou a chlévy bořeny 2006/7
- Sousoší svatého Jana Nepomuckého ve středu obce
- Kamenný kříž před hřbitovem
- Pomník 30 obětí 2. světové války
- Kamenný most pod kostelem
- Rybníky Hvězda a Vidlák
- Přírodní rezervace Králova zahrada, zamokřený lesní porost s bohatým výskytem bledule jarní
- Kaple v osadě Nový Rybník zničena opravou pomocí asf. šindele a plast. oken, věž neobnovena
- Královec (něm. Königsberg), zaniklá osada mezi Opatovem a Anenskou Studánkou, opuštěná kaple zbořena z rozhodnutí obce Opatov na jaře 2008

## Nález prehistorickéhoDeinotheria
K nálezům kostí a koster pravěkých chobotnatců v prostoru mezi Opatovem a Českou Třebovou docházelo v průběhu 19. století při stavbě a terénních úpravách železniční tratě Česká Třebová - Brno. Jednalo se o náhodné nálezy a dnes je možné předpokládat výskyt dalších paleontologických nálezů v této oblasti.
Jak uvádí prof. Rudolf Musil jednalo se o objevy nejméně 4–5 jedinců. Datace prvních nálezů je nejasná. První depot kostí a zubů z roku 1852 byl odvezen do vídeňského muzea, kde byl ztracen. Další nález snad z roku 1853 (autor se domnívá, že se jednalo o rok 1852) byl učiněn při stavbě železniční trati v blízkosti obce Opatov. Byla nalezena dobře zachovalá kostra a okolní flóry. Nález je v současnosti možné spatřit v paleontologických sbírkách Národního Muzea v Praze. Kostra patřila mladšímu jedinci (podobně jako ostatní nálezy koster v prostoru Opatov – Česká Třebová) druhu Deinotherium levius.
Poslední nález byl učiněn v roce 1899 při likvidaci sesuvu půdy v blízkosti České Třebové. Kostra byla vyzvednuta částečně a byla určena jako Deinotherium cuvieri.
Prof. Rudolf Musil upozorňuje na možnost dalších nálezů mezi Opatovem a Českou Třebovou. Oblast se stala velmi důležitou pro studium rodu Deinotherium a to nejen z pohledu české paleontologie. Nález pomohl vyřešit problematiku zařazení Deinotheria z pohledu evoluční biologie 19. století. Kouskovité a neucelé nálezy Deinotreria v 18. a 19. století vedly vědce k závěrům, že se jednalo o kytovce, sirény atd. 

## Pověsti
- Jednou se na louce za obcí pásla prasata a jedna svině vyryla ze země zvon. Lidé se z toho velmi radovali, protože jejich obec dosud zvon neměla. Když jej však zavěsili do kostela a rozhoupali, zvon při zvonění volal: „Sau! Sau!“ (tj. svině). Lidem bylo líto krásných ozdob na zvonu, leč nezbylo, než jej nechat přelít. Po přelití už zvonil krásně.
- Opatov a Hvězda[7]

## Osobnosti
Z Opatova pocházel Jan Deml. Jeho vnuk, kněz a spisovatel Jakub Deml (1878–1961) popisuje v Mohyle historii rodu. V kapitole 19 podává popisnou črtu o tom, jak se s Pavlou Kytlicovou a bratrem Antonínem vypravili do Opatova, aby nalezli dědův rodný domek.

## Družba
- Drezzo (část města Colverde) (Itálie)

## Ostatní
V obci je od 17. července 2006 v provozu sluneční elektrárna využívající solární články s výkonem 60 kilowattů.[zdroj?]